# Chester Cone
Chester Cone är en kulle i Antarktis. Den ligger i Sydshetlandsöarna. Argentina, Chile och Storbritannien gör anspråk på området.
Terrängen runt Chester Cone är huvudsakligen platt, men österut är den kuperad. Havet är nära Chester Cone västerut. Trakten är obefolkad. Det finns inga samhällen i närheten. 